# Listrognathus bifidus
Listrognathus bifidus är en stekelart som beskrevs av Kamath 1968. Listrognathus bifidus ingår i släktet Listrognathus och familjen brokparasitsteklar. Inga underarter finns listade i Catalogue of Life.